# 302. stíhací peruť
302. stíhací peruť Královského letectva, též 302. (polská) stíhací peruť či (pro polské letectvo) 302 dywizjon myśliwski Poznański byla založena 13. července 1940 jako první stíhací peruť exilového polského letectva ve Velké Británii. Jejím prvním bojovým stanovištěm se stalo východní pobřeží Velké Británie. Později se přemístila na výhodnější pozice – do Duxfordu a Leconfieldu, kde měli její příslušníci více možností se vyznamenat za leteckých bojů bitvy o Británii. Nikdy ale jednotka nedosáhla takového věhlasu jako její „sesterská“ 303. peruť.
Výzbroj perutě postupně tvořily letouny typu Hawker Hurricane různých verzí, dále Spitfire Mk.II, Spitfire Mk.V, Spitfire Mk.IX, válku pak skončila na letounech Spitfire Mk.XVI. Peruť působila ještě po válce krátkou dobu v rámci Královského letectva, oficiálně byla rozpuštěna 18. prosince 1946.
K největším osobnostem 302. stíhací perutě patřil Wacław Król.
Polské letectvo ve Velké Británii disponovalo následujícími stíhacími perutěmi: 302. stíhací peruť, 303. stíhací peruť, 306. stíhací peruť, 307. stíhací peruť, 308. stíhací peruť, 309. stíhací peruť, 315. stíhací peruť, 316. stíhací peruť a 317. stíhací peruť.